# Sh2-209
Sh2-209 è una piccola nebulosa a emissione visibile nella costellazione di Perseo.
Si individua nella parte nordorientale della costellazione, circa 1° a nordest della stella λ Persei e poco a ovest del brillante ammasso aperto NGC 1528; il periodo più indicato per la sua osservazione nel cielo serale ricade fra i mesi di settembre e febbraio ed è notevolmente facilitata per osservatori posti nelle regioni dell'emisfero boreale terrestre, dove si presenta circumpolare fino alle regioni temperate calde.
Si tratta di una regione H II piuttosto remota, situata sul Braccio del Cigno alla distanza di circa 7800 parsec (poco meno di 25500 anni luce); fa parte di una regione di formazione stellare posta alla periferia della Via Lattea, cui sono associate alcune sorgenti di radiazione infrarossa catalogate dall'IRAS. Fra queste spicca IRAS 04064+5052, coincidente con un oggetto stellare giovane individuato nel 1989 e avente sigla CPM 12, cui è associato un maser con emissioni H2O; la nebulosa ospita anche il giovane ammasso aperto [BDS2003] 65, ancora profondamente immerso nei gas.